# St. Martinus (Zons)

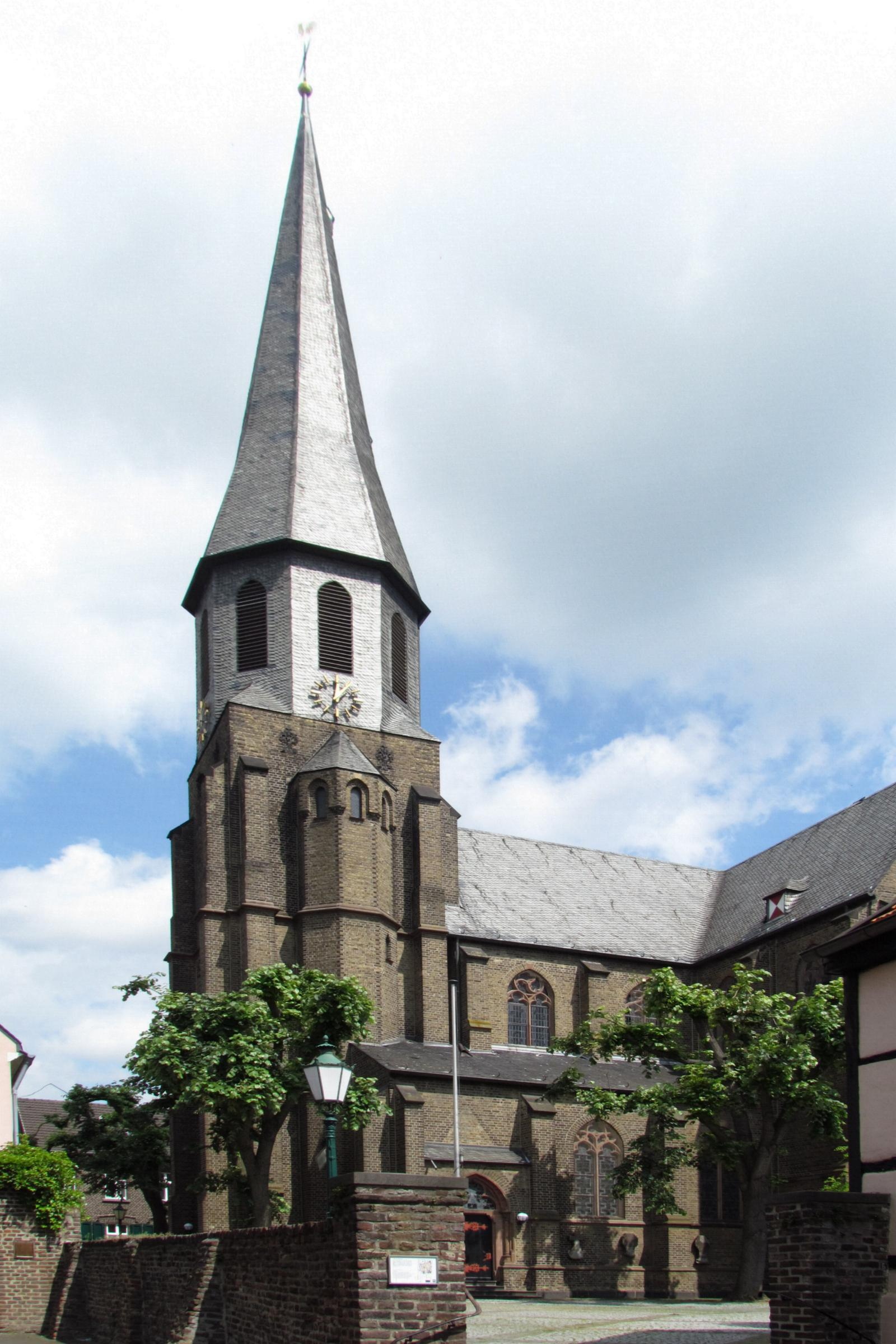
St. Martinus zu Zons

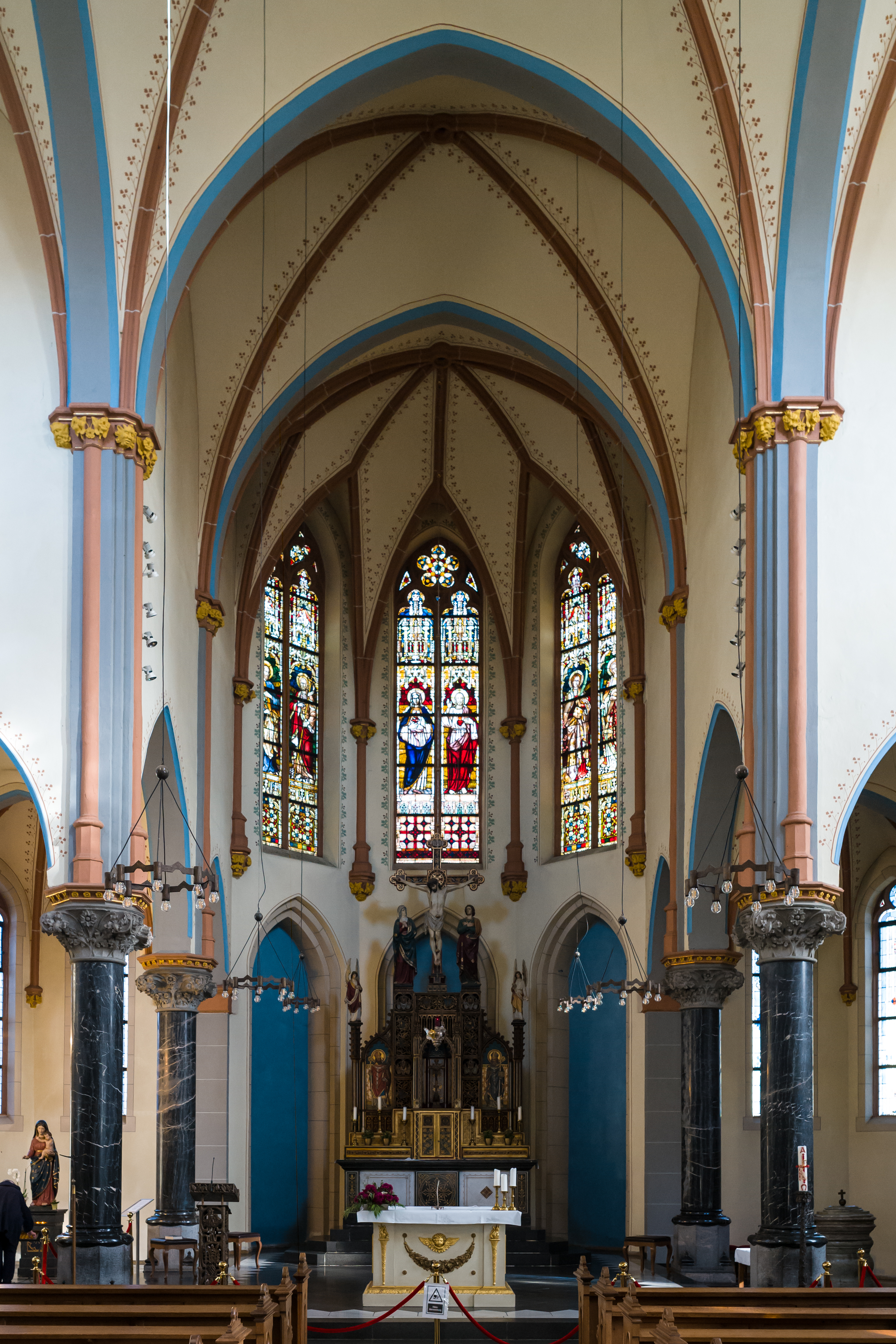
St. Martinus (Zons), Innenansicht

St. Martinus ist die römisch-katholische Pfarrkirche im Stadtteil Stadt Zons von Dormagen im Rhein-Kreis Neuss.

## Geschichte
1019 wurde eine Kirche in Zons unter den Besitzungen der Abtei Deutz genannt. Sie war Filiale der Pfarrkirche in Bürgel. Um 1300 scheint die Kirche zur Pfarrkirche erhoben worden zu sein, im liber valoris wurde zu dieser Zeit ein Pfarrer genannt. Die endgültige Abtrennung von Bürgel erfolgte aber erst 1593.
Eine neue gotische Kirche wurde im 14. Jahrhundert durch den Kölner Erzbischof Friedrich III. von Saarwerden erbaut. Diese war ein dreischiffiger Bau mit kleinem, eingebauten Westturm. Diese Kirche wurde 1875 bis 1879 durch einen großen neogotischen Neubau von drei Schiffen nach Plänen von Vincenz Statz und August Carl Lange ersetzt.

## Glocken
Im Kirchturm von St. Martinus hängt ein sechsstimmiges Glockengeläut aus Bronze, dessen Glocken alle in der Gießerei Petit & Gebr. Edelbrock, Gescher gegossen wurden.
| Glocke | Name           | Gewicht ≈ | Durchmesser | Gussjahr | Schlagton |
| ------ | -------------- | --------- | ----------- | -------- | --------- |
| 1      | Martinus       | 1750 kg0  | 1410 mm0    | 1962     | d′-3      |
| 2      | Hubertus       | 1000 kg   | 1162 mm0    | 1962     | f′-2      |
| 3      | Hedwig         | 685 kg    | 1030 mm     | 1931     | g′-2      |
| 4      | Hedwig         | 370 kg    | 845 mm      | 1962     | b′±0      |
| 5      | Benedikt       | 265 kg    | 755 mm      | 1962     | c″±0      |
| 6      | Hermann-Joseph | 200 kg    | 665 mm      | 1962     | d″±0      |